# SV Blauw Wit Temse
SV Blauw Wit Temse is een Belgische voetbalclub uit Temse. De club werd in 2020 opgericht en is aangesloten bij de KBVB met stamnummer 9755.

## Geschiedenis
De stichting van SV Blauw Wit Temse in 2020 was een rechtstreekse reactie op het verdwijnen van KSV Temse, dat dat jaar opging in fusieclub KSC Lokeren-Temse. Het initiatief begon bij Margino De Kerf, die vervolgens de nodige mensen bij elkaar zocht.
Tijdens het seizoen 2020/21, dat vanwege de coronapandemie stillag voor het amateurvoetbal in België, werden druppelsgewijs spelers binnengehaald, vaak met een verleden bij KSV Temse of een band met Temse. In december 2020 werd met Jan Rohart ook de eerste trainer uit de clubgeschiedenis aangesteld. Met de bijeengezochte spelerskern ging de club in het seizoen 2021/22 van start in Vierde provinciale. In zijn eerste seizoen eindigde de club negende in zijn reeks. In het daaropvolgende seizoen werd de club afgetekend kampioen in zijn reeks.

## Resultaten
| Seizoen | Klasse | Klasse | Klasse | Klasse | Klasse | Klasse | Klasse | Klasse | Klasse | Reeks                                                    | Punten                                                   | Opmerkingen                                              |
|         | 1A     | 1B     | 1Am    | 2Am    | 3Am    | P.I    | P.II   | P.III  | P.IV   | Vanaf 2016-17 zijn er 3 nationale en 2 regionale niveaus | Vanaf 2016-17 zijn er 3 nationale en 2 regionale niveaus | Vanaf 2016-17 zijn er 3 nationale en 2 regionale niveaus |
| ------- | ------ | ------ | ------ | ------ | ------ | ------ | ------ | ------ | ------ | -------------------------------------------------------- | -------------------------------------------------------- | -------------------------------------------------------- |
| 2021/22 |        |        |        |        |        |        |        |        | 9      | Vierde Prov. F O-VL                                      | 33                                                       |                                                          |
| 2022/23 |        |        |        |        |        |        |        |        | 1      | Vierde Prov. E O-VL                                      | 80                                                       | Kampioen                                                 |
| 2023/24 |        |        |        |        |        |        |        | 3      |        | Derde Prov. E O-VL                                       | 61                                                       |                                                          |
| 2024/25 |        |        |        |        |        |        |        | 1      |        | Derde Prov. E O-VL                                       | 80                                                       | Kampioen                                                 |
| 2025/26 |        |        |        |        |        |        |        |        |        | Tweede Prov. C O-VL                                      |                                                          |                                                          |

## Trainers
- 2020-2021  Geen competitie
- 2021-2022  Jan Rohart
- 2022-2025  Geert Mariman